# Triglav (bergskedja)
Triglav (bulgariska: Триглав) är en bergskedja i Bulgarien.   Den ligger i regionen Stara Zagora, i den centrala delen av landet, 140 km öster om huvudstaden Sofia.
Triglav sträcker sig 9,9 km i sydostlig-nordvästlig riktning. Den högsta toppen är Mazalat, 2 103 meter över havet.
Topografiskt ingår följande toppar i Triglav:
- Goljam Kademlija
- Mazalat

Omgivningarna runt Triglav är en mosaik av jordbruksmark och naturlig växtlighet. Runt Triglav är det ganska glesbefolkat, med 27 invånare per kvadratkilometer.